# Leonel Bastos
Leonel Levy Lopes Bastos (16 de agosto de 1956 en Maputo) es un cantante, músico y productor mozambiqueño.
Leonel emigró a Sudáfrica, donde desarrolla su carrera artística. Ha lanzado 5 álbumes; todos ellos fueron nominados en los South African Music Awards ("SAMAs"). Su primer álbum, Be Like Water... Um, fue lanzado en 1997. Su segundo álbum, Simple, ganó el premio Best Adult Contemporary Album en 1999. El tercer álbum de Bastos, Rising Above The Madness, fue estrenado en 2003. Tanto el álbum como una de sus canciones, "Thank You", alcanzaron la cima de las listas sudafricanas en junio de 2001. Su cuarto álbum se llama Four y su quinto álbum, Hmmm.
En mayo de 2010, Bastos y el presentador de radio Doug Anderson organizaron un concierto benéfico en el Baxter Concert Hall, Ciudad del Cabo. En este concierto, artistas sudafricanos notables (como Farryl Purkiss, Merseystate o Wendy Oldfield) actuaron para ayudar a las víctimas del Terremoto de Haití de 2010.